# Suzan Akbelge

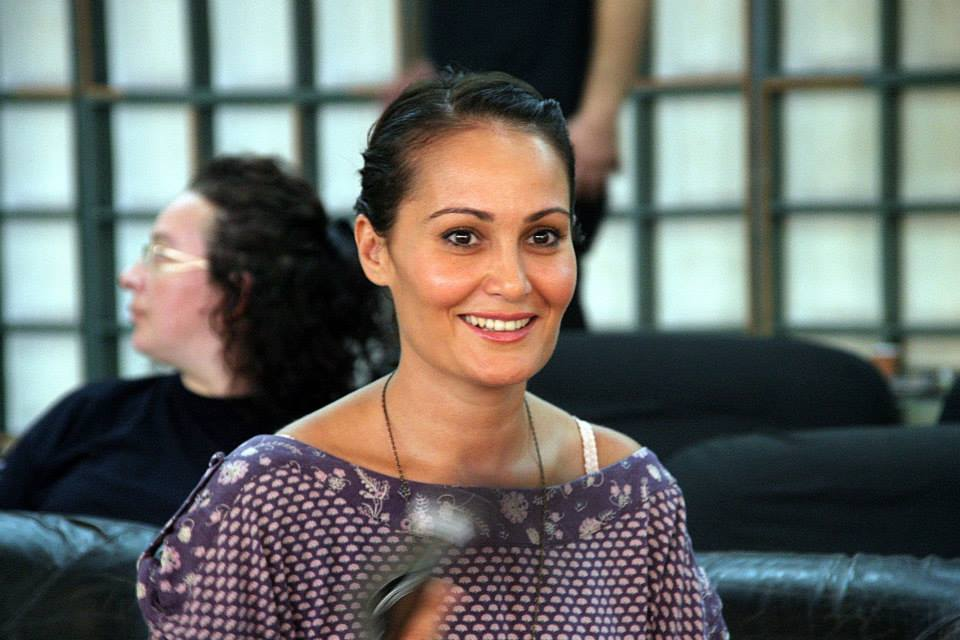
Suzan Akbelge

Suzan Akbelge (mazedonisch Сузан Акбелге; * 15. Juni 1974 in Skopje) ist eine nordmazedonisch-türkische Schauspielerin.

## Leben und Karriere
Suzan Akbelge studierte an der Mazedonischen Akademie der Wissenschaften und Künste. Ihr Debüt gab sie 1997 in der Fernsehserie Vo svetot na bajkite. Anschließend war sie 2004 in dem Film Der Tag, als Stalins Hose verschwand zu sehen.
Von 2007 bis 2009 trat sie in der Serie Elveda Rumeli auf. Außerdem wurde sie 2013 für den Film Balkan Is Not Dead gecastet. Unter anderem spielte sie 2020 in Acı Kiraz mit. Zwischen 2022 und 2023 bekam Akbelge in Balkan Ninnisi eine Hauptrolle.
Sie spricht fließend Türkisch, Deutsch und Mazedonisch.

## Filmografie
Filme
- 2004: Der Tag, als Stalins Hose verschwand
- 2013: Balkan Is Not Dead

Serien
- 1997: Vo svetot na bajkite
- 2007–2009: Elveda Rumeli
- 2012: Son Yaz Balkanlar - 1912
- 2020: Acı Kiraz
- 2022–2023: Balkan Ninnisi